# Comuna de Smętowo Graniczne
Smętowo Graniczne (polaco: Gmina Smętowo Graniczne) é uma gminy (comuna) na Polónia, na voivodia de Pomerânia e no condado de Starogardzki. A sede do condado é a cidade de Smętowo Graniczne.
De acordo com os censos de 2004, a comuna tem 5246 habitantes, com uma densidade 60,9 hab/km².

## Área
Estende-se por uma área de 86,12 km², incluindo:
- área agrícola: 73%
- área florestal: 18%

## Demografia
Dados de 30 de Junho 2004:
|                      | Total   | Total | Mulheres | Mulheres | Homens  | Homens |
| -------------------- | ------- | ----- | -------- | -------- | ------- | ------ |
|                      | pessoas | %     | pessoas  | %        | pessoas | %      |
| População            | 5246    | 100   | 2623     | 50       | 2623    | 50     |
| Densidade (pop./km²) | 60,9    | 100   | 30,5     | 30,5     | 30,5    | 30,5   |

De acordo com dados de 2005, o rendimento médio per capita ascendia a 1772,65 zł.

## Comunas vizinhas
- Gniew, Morzeszczyn, Nowe, Osiek, Skórcz